# 343e division de fusiliers (2e formation)
Pour les articles homonymes, voir 343e division.
La 343e division de fusiliers (russe : 343-я стрелковая дивизия) est une division d'infanterie de l'Armée rouge pendant la Seconde Guerre mondiale. Elle est formée avec le personnel et l'équipement de la 154e région fortifiée, juste après le début de l'opération Bagration, la destruction du groupe d'armées allemand Centre. Cette nouvelle division se distinguera en participant à la libération de la ville polonaise de Białystok et termine la guerre en Prusse orientale, près de Königsberg.

## Historique
Une première 343e division de fusiliers (ru) est mise sur pied en septembre 1941 et devient en mai 1943 la 97e division de fusiliers de la Garde (ru).
La seconde 343e division de fusiliers est formée au sein du 2e front biélorusse le 27 juin 1944, à partir de la 154e région fortifiée . Son premier commandant est le major-général Anton Ivanovitch Iakimovitch, nommé le même jour. Son ordre de bataille de base est le suivant :
- 356e régiment de fusiliers
- 370e régiment de fusiliers
- 378e régiment de fusiliers
- 1020e régiment d'artillerie

La création a lieu au début de la phase de poursuite de l'opération Bagration, et la division est au combat presque immédiatement. Le 9 juillet, elle est transférée à la 49e armée depuis la réserve du Front. Elle est chargée, avec le 38e corps de fusiliers et cinq autres divisions de fusiliers distinctes, ainsi que trois régiments frontaliers du NKVD, de ratisser méthodiquement les zones forestières à l'est de Minsk avec un appui aérien léger. Il s’agit d’une mission de recherche et destruction contre des groupes ennemis qui ne se sont pas encore rendus. Cette opération se termine le 13 juillet  et la division reste rattaché à la 49e armée.
Le 27 juillet, exactement un mois après sa formation, la division est reconnue pour son rôle dans la libération de la ville polonaise de Białystok et reçoit le titre honorifique « Belostok » (nom russe de la ville).
Le 25 août à 20 h 30, au cours de combats le long de la rivière Narew, dans le nord de la Pologne, le véhicule dans lequel le général Iakimovitch voyageait explose sur une mine antichar allemande, à 800 mètres au sud des villages de Pensi et Lipno. Iakimovitch est remplacé deux jours plus tard par le major-général Alexandre Lvovitch Kronik, qui occupera ce commandement pendant toute la durée de la guerre.
En août, la division, créée depuis moins de deux mois, doit être reconstituée avec 1 000 remplaçants du 205e régiment de fusiliers de réserve. En décembre, elle est transférée au 81e corps de fusiliers de la 50e armée (ru), toujours au sein du 2e front biélorusse. Au début de l'offensive Vistule-Oder en janvier 1945, la 50e armée est déployée sur le flanc droit de son front, jouant dès le début un rôle défensif. Il ne reçoit l'ordre d'avancer que le 17 janvier. Le 8 février, des éléments de l'armée capturent Heilsberg. Le lendemain, la 50e armée, composée désormais de seulement six divisions de fusiliers, dont la 343e, reçoit l'ordre d'être transférée au 3e front biélorusse, où elle resterait pour le reste de la guerre,.
Le 21 février, les forces de la 50e armée commencent à combattre à l'est de Peterswaldau. Le 8 mars, le 81e corps de fusiliers reçoit l'ordre de se regrouper dans la région de Botenen, en préparation d'un éventuel assaut sur Königsberg. Le 5 avril, la veille du début de la bataille finale pour la ville, la division reçut l'Ordre du Drapeau rouge pour la prise de Biała Piska et d'autres villes voisines, ainsi que pour son état de services général.  Le même jour, elle reçoit également l'Ordre de Koutouzov, 2e classe, pour son rôle dans la capture de Wormditt, Melzak et de ses environs.  À ce moment-là, le 81e Corps se trouve au nord de la ville, près du flanc droit de son armée, et est renforcé pour l'attaque, qui commence le lendemain. Au cours des 24 heures suivantes, il avance jusqu'à 2 km, avec une nouvelle avance d'environ la même distance le 7 avril, contre une résistance obstinée. Le 9 avril en fin de journée, la forteresse se rend.
Après le siège, le 343e rejoint le groupe de forces du Zemland (en), éliminant les éléments allemands restants sur la côte de la mer Baltique. La 343e division et son corps sont retirés dans le district militaire de Kiev, où ils sont dissous le 30 décembre 1945. 